# Яржин, Генрих Генрихович
Ге́нрих Ге́нрихович Я́ржин (11 апреля 1924 года — 25 сентября 1943 года) — советский офицер, участник Великой Отечественной войны, командир взвода 6-й стрелковой роты 2-го стрелкового батальона 212-го гвардейского стрелкового полка 75-й гвардейской стрелковой дивизии 30-го стрелкового корпуса 60-й армии Центрального фронта, гвардии младший лейтенант, Герой Советского Союза (1943).

## Биография
Родился 11 апреля 1924 года в Ленинграде. Учился в 22-й средней школе Куйбышевского района (бывшая Петришуле) с 1932 года. После окончания 7-го класса работал судовым мотористом в Кронштадте.
Вступил добровольцем в ряды Народного ополчения в 1941 году. Воевал на подступах к Ленинграду, был ранен, после лечения работал мотористом водокачки на молочной ферме совхоза «Остахово» в Кубено-Озерском районе Вологодской области, где в это время работали его родители.
В августе 1942 года был призван в армию Кубено-Озерским РВК Вологодской области и направлен на учёбу в Пуховичское военно-пехотное училище, находившееся тогда в Великом Устюге. После окончания училища в апреле 1943 года в звании младшего лейтенанта выехал на фронт.
Участвовал в сражении на Курской дуге в составе 75-й гвардейской стрелковой дивизии в должности командира стрелкового взвода.
С 4 сентября 1943 года Г. Г. стрелковый взвод 6-й стрелковой роты 212-го гвардейского стрелкового полка 75-й гвардейской стрелковой дивизии, которым командовал Г. Г. Яржин, принял участие в Днепровской десантной операции.
Гвардии младший лейтенант Яржин Г.Г особо отличился при форсировании реки Днепр севернее Киева, в боях при захвате и удержании плацдарма в районе сел Глебовка и Ясногородка (Вышгородский район Киевской области) на правом берегу Днепра осенью 1943 года. В представлении к награждению командир 212-го гвардейского стрелкового полка гвардии полковник Борисов М. С. написал:

Гвардии младший лейтенант Яржин 23 сентября 1943 года, несмотря на сильный пулемётно-миномётный огонь противника, который вёлся с парохода «Николаев», первый со своим взводом на подручных средствах форсировал р. Днепр с целью взятия в плен парохода «Николаев».
Под умелым руководством тов. Яржина взвод с боем взял в плен пароход, гружёную военно-инженерным имуществом баржу, станковый пулемёт, миномёт и двух человек из его команды.
В дальнейшем он со своим взводом форсировал второе русло реки Днепр и ворвался первым в деревню Ясногородка, показав смелость, решительность и отвагу, не щадя своей жизни.
В неравном бою в деревне Ясногородка героически погиб, не отступив ни на шаг.
За умелое руководство взводом, героические подвиги при первом форсировании реки Днепр и старого русла реки Днепр, за взятие немецкого парохода, баржи, станкового пулемёта, миномёта и двух человек в плен без потери своих бойцов достоин присвоения звания «Герой Советского Союза».
Указом Президиума Верховного Совета СССР от 17 октября 1943 года за успешное форсировании реки Днепр севернее Киева, прочное закрепление плацдарма на западном берегу реки Днепр и проявленные при этом мужество и геройство гвардии младшему лейтенанту Яржину Генриху Генриховичу присвоено звание Героя Советского Союза посмертно.
Вместе со своим командиром звания Героя Советского Союза были удостоены 13 бойцов его взвода:
Анисенков В. И. (посмертно), Волошин И. А. (посмертно), Галкин И. Н., Ершов А. И. (погиб 11.01.1944), Кострюков Н. Г., Красильников Г. И. (посмертно), Крикуненко В. А. (посмертно), Мартынов И. С. (посмертно), Мычко И. И. (погиб в декабре 1943), Панженский А. А., Степанов Н. П., Чернов П. М. (посмертно), Яценко П. Г.
Г. Г. Яржин похоронен в селе Ясногородка (Вышгородский район Киевской области).

## Награды
- Медаль «Золотая Звезда» Героя Советского Союза:
- орден Ленина.

## Память
- В селе Ясногородка Вышгородского района Киевской области именем Яржина названа улица.
- Там же, на братской могиле, где похоронен Герой, установлен памятник.
- В учебном центре Сухопутных войск Вооруженных сил Украины «Десна» установлен бюст Героя.